# Can Fabra
Can Fabra, conocida también como fábrica del Rec o Vapor del Rec, es una antigua fábrica de San Andrés de Palomar catalogada como Bien de interés urbanístico (categoría C).
Aislado ante una plaza pública con fuente, jardín y aparcamiento subterráneo, el edificio, de planta baja y tres pisos, fue construido en las postrerimerías del siglo XIX y formaba parte de las hilaturas Fabra y Coats, que tienen su origen en el llamado "Vapor del Fil", creado en 1839 por Fernando Puig Gibert. Tiene planta rectangular y unas dimensiones de 71 x 19 m, con una superficie de 6.000 m². La estructura está formada por muros de cierre de ladrillo visto, con grandes ventanales de medio punto con molduras, y pilares de fundición que soportan jácenas de madera y bóvedas tensadas con tirantes de hierro dulce. La cubierta es de teja romana, a dos aguas. Fue rehabilitado en 2002 por los arquitectos Moisés Gallego, Tomás Morató y Jaime Ribagorçana, y actualmente es la sede de la Biblioteca Ignasi Iglésias y otros equipamientos.
En la plaza hay una fuente cibernética dotada de surtidores parabólicos y verticales y pulverización con juegos de agua. La incorporación de la música al espectáculo de agua y luces en movimiento representa una muestra del adelanto tecnológico de un espacio recuperado del pasado. Un programa informático traduce las notas musicales en chorros de agua de intensidad y direcciones diversas, que posteriormente son corregidas por un coreógrafo. Fue inaugurada el 29 de abril de 1995 y es obra del arquitecto Ramón Llopart Ricart.

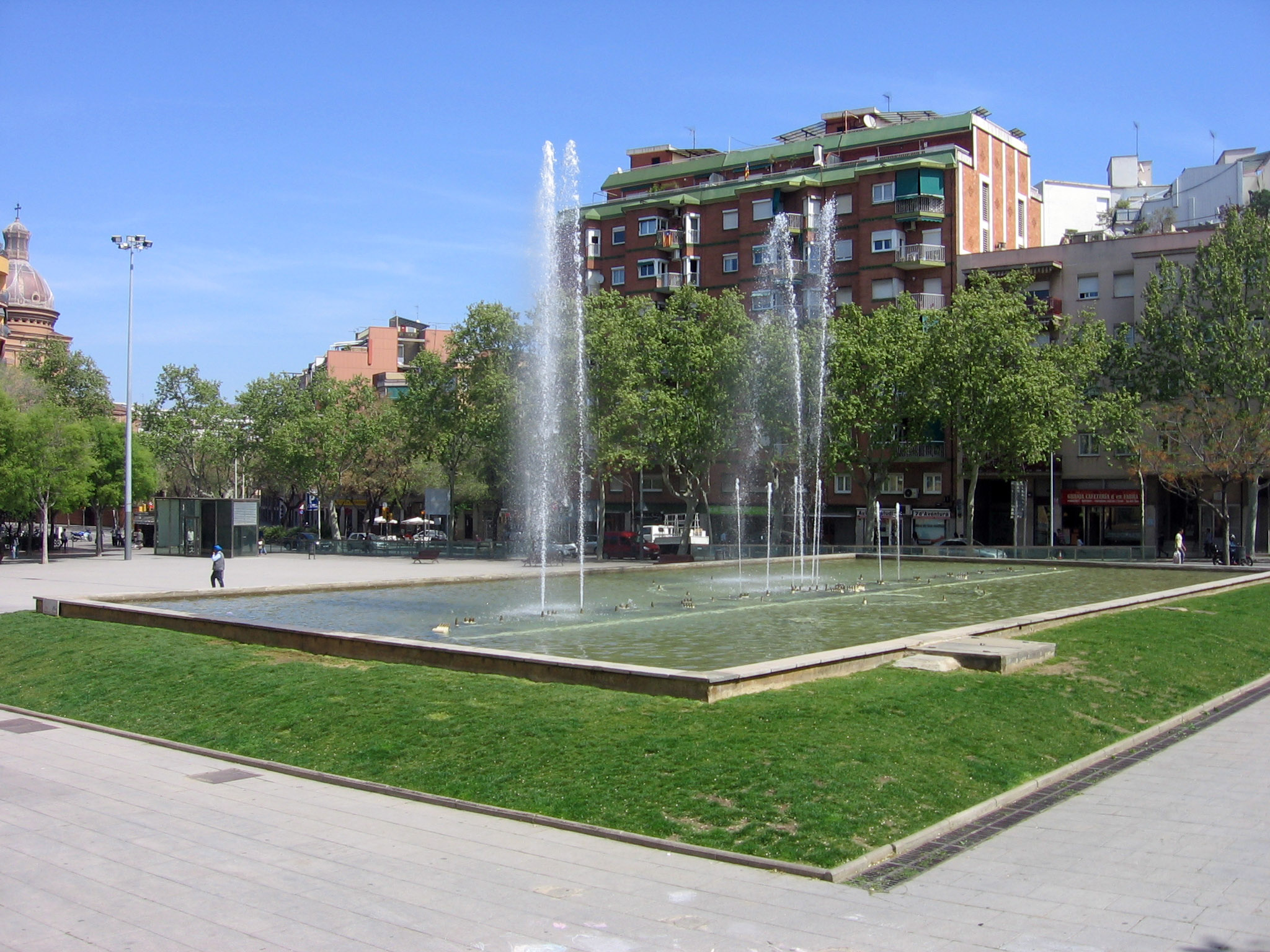
Fuente cibernètica de Can Fabra, obra de Ramón Llopart Ricart (1995)

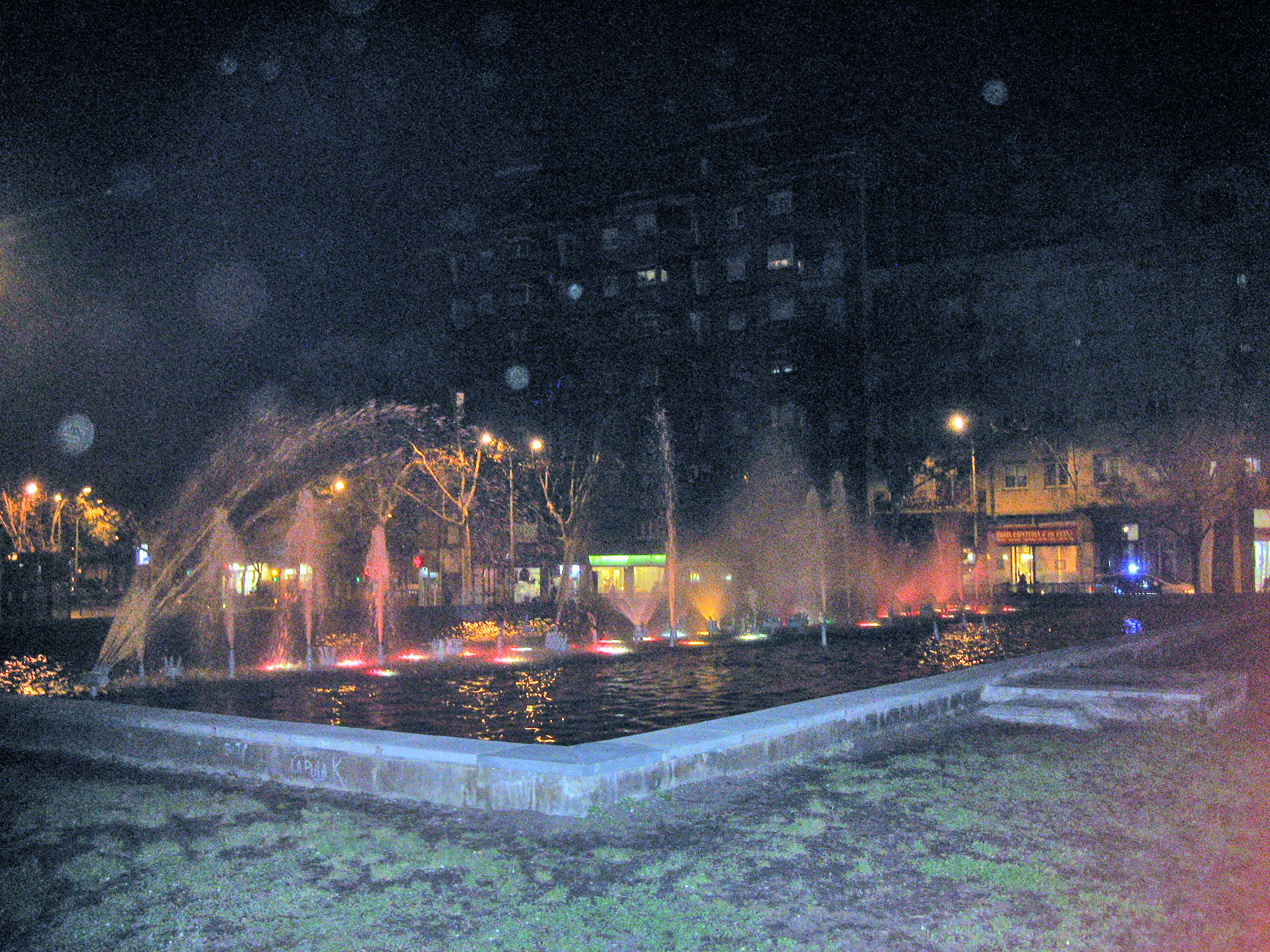
La fuente en funcionamiento por la noche